# Хольмерц, Пер
Пер А́ндерс Гу́стаф Хо́льмерц (швед. Per Anders Gustaf Holmertz; 3 февраля 1960, Мутала) — шведский пловец, серебряный призёр Олимпийских игр.

## Карьера
На Олимпийских играх 1980 года выиграл серебро в плавании на 100 вольным стилем, уступив лишь восточногерманцу Йоргу Войте. В комбинированной эстафете 4×100 метров команда Швеции была дисквалифицирована в полуфинале.
Обладатель двух бронзовых медалей чемпионата мира и двух серебряных наград чемпионата Европы в эстафете 4×100 метров вольным стилем.

## Личная жизнь
Был женат на норвежской пловчихе Лене Йенссен, участнице Олимпийских игр 1976 года.